# Futebol de areia

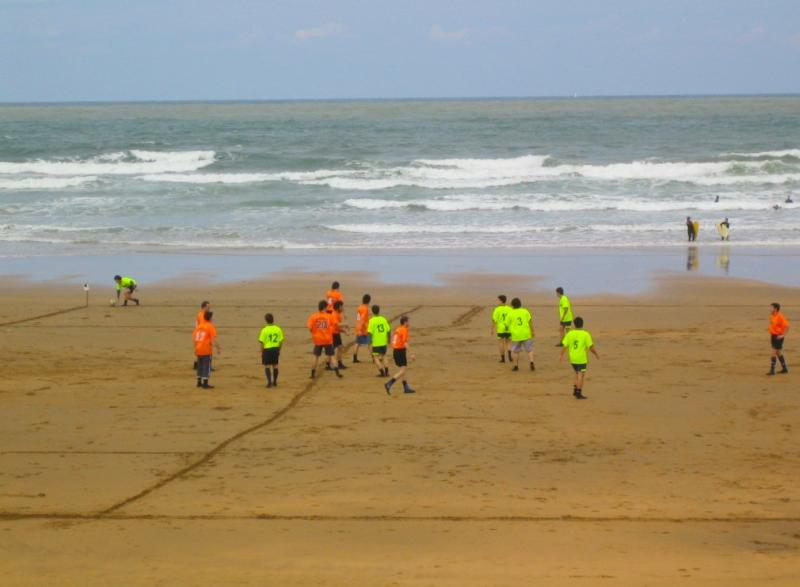
Crianças jogando futebol de areia

O Beach Soccer, também conhecido em português como futebol de areia (português brasileiro) ou futebol de praia (português europeu) é um tipo de futebol jogado na areia. É bastante recente enquanto, como esporte organizado, datando de 1992 a sua institucionalização em sua forma atual, mas já é praticada há muitas décadas como variante de lazer.
O esporte organizado pratica-se num campo com no mínimo 40 cm de profundidade, e entre 35 e 37 m de comprimento por entre 26 e 28 m de largura. Os gols tem 2,20 m de altura por 5,50 m de extensão.
A linha do meio de campo é demarcada por dois postes com bandeiras vermelhas. A nove metros de distância da linha do gol, uma linha imaginária, marcada desta vez por postes com bandeiras amarelas, indicam a área de pênalti e portanto a marca onde as penalidades devem ser cobradas (na parte central desta linha).
E, assim como no futsal, existe uma área para substituições ao longo da linha lateral.
Apesar de ter uma circunferência idêntica a uma bola de futebol normal (entre 68 e 70 cm), uma bola de futebol de praia é consideravelmente mais leve. Pesando de 400 a 440 gramas, é inflada no começo do jogo com uma pressão entre 0.375 e 0.8 bars.
Uma partida de futebol de areia é jogada entre duas equipes de 4 jogadores de linha, e um goleiro. Cinco jogadores adicionais são permitidos no banco de reservas. Como no futsal, um número ilimitado de substituições (incluindo os goleiros) pode ser realizado em qualquer momento do jogo. Aos jogadores de futebol de praia não é permitido jogar com qualquer tipo de calçado. Eles devem estar descalços.
O guarda-redes pode agarrar a bola dentro de sua área e tem permissão de usar luvas e traje adequado.
Cada partida tem dois juízes, ambos com igual autoridade para aplicar as leis do jogo. Em adição, um terceiro juiz e um responsável pela marcação do tempo ficam sentados na mesa de tempo, que fica na linha de meio de campo, ao mesmo lado da área de substituição.
Partidas são jogadas em três períodos iguais de 12 minutos de bola rolando. O tempo é parado quando um gol é marcado, quando o juiz apita uma falta ou tiro livre direto, ou quando um time tenta fazer cera (do ponto de vista dos juízes). Há um intervalo de 3 minutos entre cada período.
No caso de um empate, prorrogação de três minutos deve ser disputada, seguida de uma disputa por pênaltis, caso necessário.
A bola deve ser colocada de volta em jogo seja por arremesso ou por chute a um companheiro de time. Goleiros podem apenas recomeçar o jogo com as mãos.
Não existem tiros indiretos no futebol de areia. Todos os tiros livres são diretos e chutados do lugar onde a falta foi cometida, ou da linha de meio-campo (para certas ofensas como cera na área, um 2º atraso para o goleiro na mesma jogada, um goleiro recomeçar o jogo chutando a bola, etc.). Um pênalti é marcado se a falta é cometida dentro da área de pênalti.
Barreiras não são permitidas nos tiros diretos. O Tiro livre é sempre batido pelo jogador que sofreu a falta, exceto se este estiver lesionado. Se se verificar uma das ofensas atrás referidas, a equipe pode escolher um jogador para marcar o livre. Na falta que for cometida em seu próprio campo, todos os outros jogadores que não o cobrador devem permanecer pelo menos a cinco metros da bola, mas não diretamente entre a bola e o gol. Se a falta foi cometida no campo de ataque, todos os jogadores deve permanecer atrás da bola.
Para faltas duras, um jogador deve receber um cartão amarelo. Por faltas graves ou após um segundo cartão amarelo, o jogador será punido com um cartão vermelho e deve retornar ao balneário imediatamente. Após dois minutos de inferioridade numérica, o time desse jogador pode colocar um novo jogador.

## História

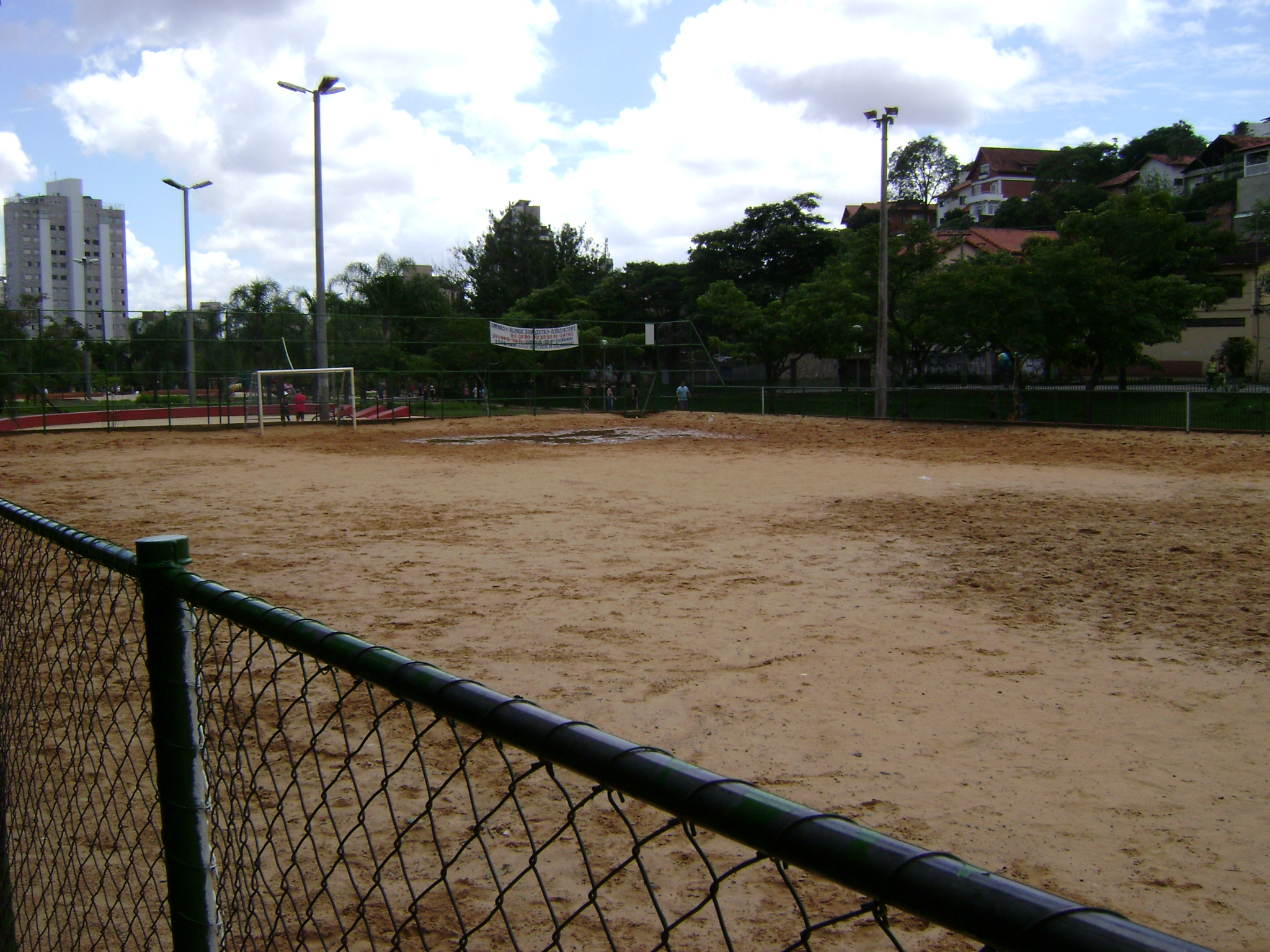
Um campo de futebol de areia, em Belo Horizonte.

O Futebol de Areia, em sua forma atual, começou a ser disputado em 1992, quando as regras do jogo foram criadas e um campeonato piloto foi organizado. Em uma versão onze contra onze, com as regras usuais, ele era praticado nas praias brasileiras pelo menos desde os anos 1930. Na década de 1960, chegou a haver campeonatos organizados em Santos e no Rio de Janeiro, e mesmo um campeonato brasileiro de seleções. Contudo, o gosto pela prática de futebol na areia, ou na praia, é muito anterior, também em Portugal, aos anos sessenta, recuando, pelo menos à década de 30 do século XX.
Em 1992, foi organizado o primeiro campeonato profissional em Miami Beach, com as equipes de Brasil, Estados Unidos, Itália e Argentina. O Brasil saiu vencedor.
Em abril de 1994, em Copacabana, no Rio de Janeiro, houve o primeiro evento de futebol de praia transmitido pela televisão. No ano seguinte, a primeira Copa do Mundo de Futebol de Areia foi sediada no mesmo local. O campeão foi o Brasil, país-sede, que se tornou o primeiro campeão mundial de futebol de areia. Com o sucesso do evento, os organizadores desenvolveram o jogo e se preocuparam então em divulgá-lo mundo afora. Foi criada, assim, a Pro Beach Soccer Tour, com 60 jogos em dois anos pela América do Sul, Europa, Ásia e nos Estados Unidos, atraindo grandes nomes para a areia. O interesse gerado pelo tour na Europa levou à criação da Liga Europeia de Futebol de Praia.
Em 1998, a Liga Europeia e a Taça da Europa de Futebol de Praia floresceram. A primeira edição da Liga Europeia foi conquistada pela Alemanha, enquanto Portugal venceu a primeira Taça da Europa. As seleções que mais se destacaram nessas competições foram Portugal, Espanha, França e Itália, mas, nos últimos anos, têm surgido novas seleções muito fortes, como a Suíça, a Polônia, a Ucrânia ou a Rússia.
Os quatro anos seguintes viram o crescimento consolidado por maiores progressos dentro e fora de campo. Em 2004, a FIFA, vendo o crescimento e potencial do esporte, acabou decidindo que seria o órgão internacional responsável pelo Futebol de Areia, e, em Maio de 2005 organiza a primeira Copa do Mundo de Futebol de Areia sob sua responsabilidade, com sede mais uma vez na Praia de Copacabana, no Rio de Janeiro, que acabou com o triunfo da França.

## Ver Também
- Confederação Brasileira de Beach Soccer
- Copa do Mundo de Futebol de Areia
- Liga Europeia de Futebol de Praia
- Taça da Europa de Futebol de Praia

## Ligações Externas
- «CBBS - Confederação Brasileira de Beach Soccer». (filiada à FIFA). Consultado em 5 de fevereiro de 2024
- «CBFA - Confederação Brasileira de Futebol de Areia». Consultado em 5 de fevereiro de 2024
- «Associazione Sportiva I Soci» (em italiano)